# Quatrass
Il Quatrass  è un'imbarcazione a remi di piccole dimensioni utilizzata nel tratto più a nord del Lago di Como, nelle acque basse dei canali del Pian di Spagna, del fiume Mera e sul Lago di Mezzola.

## Struttura

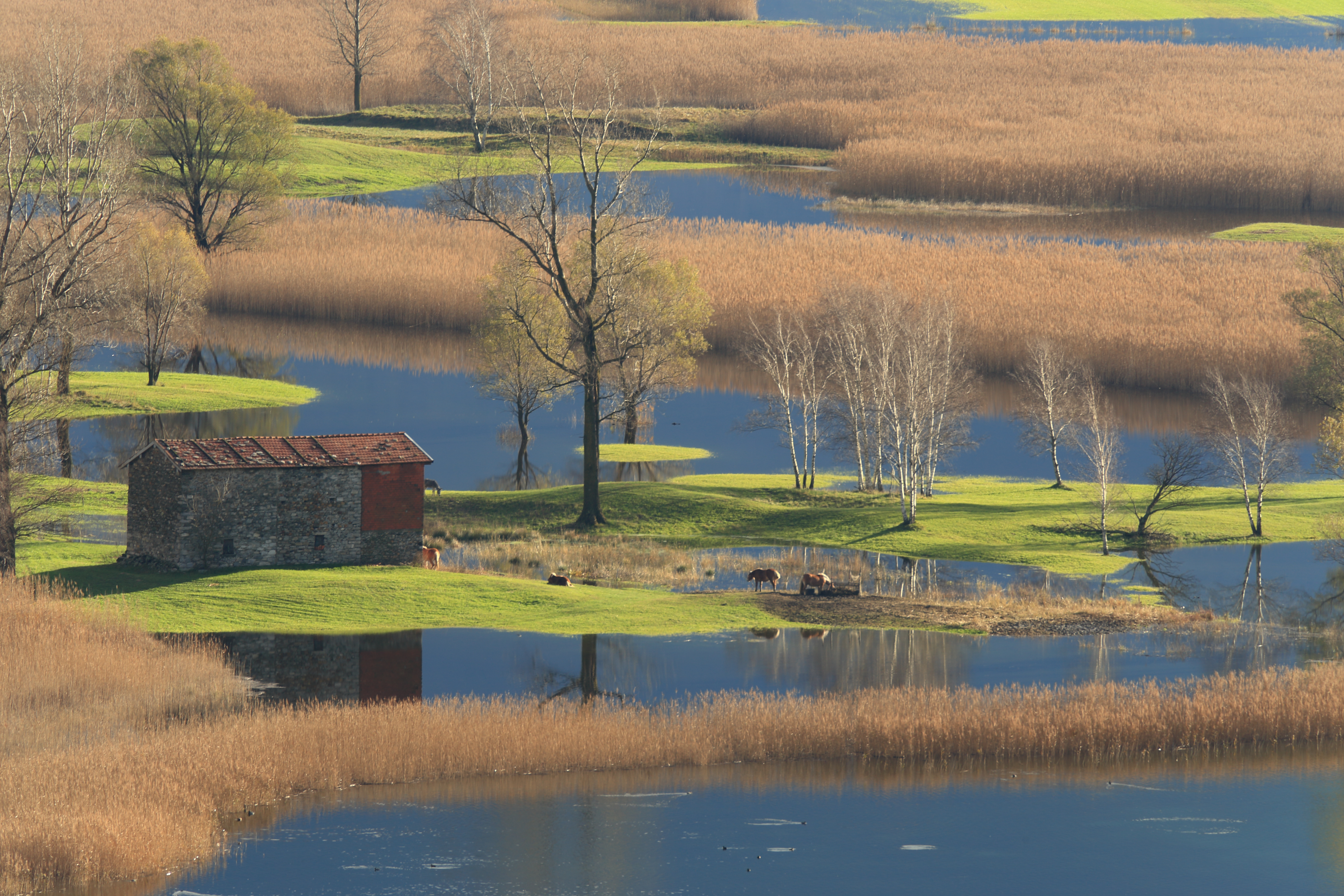
Uno scorcio del Pian di Spagna. Le molte aree acquitrinose erano raggiungibili solo con il Quatrass

L'etimologia del nome descrive chiaramente la semplicità dell'imbarcazione in quanto letteralmente quattro assi di legno di castagno vanno a formare lo scafo inchiodate su un fondo piatto e rettangolare. A poppa il fondo è leggermente rialzato per contrastare i vortici della vogata in avanti.
Le dimensioni del natante variano in base al suo utilizzo in quanto la robustezza dello scafo e la grande stabilità si presta per il trasporto di grandi carichi (bestiame, legname, materiali edili sciolti come sassi, sabbia) e la massa totale dell'imbarcazione a vuoto arriva anche a tre quintali.
Il Quatrass ha una grande versatilità ed è capace di navigare sia in acque profonde dove viene manovrato con due remi da un solo rematore sia in zone paludose e poco fonde spinto attraverso una palo di legno facendo forza sul fondale. Le manovre possono essere eseguite anche con una sola mano.
Il colore tipico era il nero della pece con la quale si tratta il legno per la sua conservazione.

## Storia

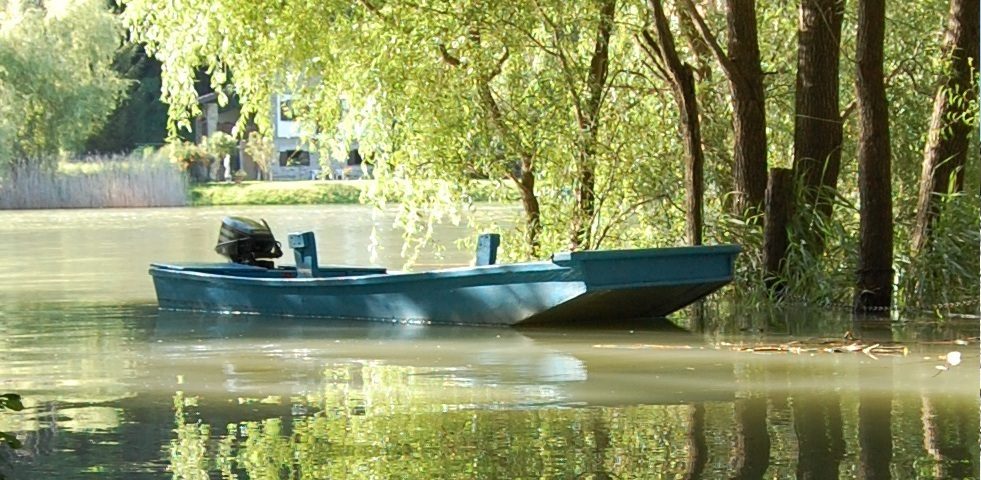
Un Quatrass dotato di motore sul fiume Mera

Le origini di questa imbarcazione non sono note in quanto la semplicità della struttura porterebbe a far risalire quatrass quale semplice evoluzione della zattera primitiva. Infatti se ad un fondo piatto si aggiungono quattro sponde in legno si ottiene la struttura del quatrass.
Il natante venne utilizzato nei secoli passati per il trasporto dei blocchi di granito San Fedelino estratti nelle cave di Novate Mezzola e per la pesca e caccia in palude. L'imbarcazione aveva anche una funzione agricola infatti la si utilizzava per il trasporto del bestiame, del foraggio e dei prodotti dei contadini tra le due sponde del Mera all'altezza di Gera Lario e Sorico.
Dimensioni, materiali e lavorazioni per costruirlo sono nella memoria delle mani di pochi anziani artigiani in quanto l'imbarcazione nella sua foggia tradizionale non viene più realizzato ed erroneamente il Quatrass viene assimilato a più moderne imbarcazioni realizzate in vetroresina e plastica.
Se fino a pochi decenni fa non era difficile vederlo attraccato in buon numero lungo le rive dell'alto lago, oggi è diventato una rarità quasi da museo.